# París-Niça 2015
La París-Niça 2015 va ser la 73a edició de la cursa ciclista per etapes París-Niça. La cursa es disputà entre el 8 i el 15 de març de 2015. Aquesta era la segona prova de l'UCI World Tour 2015, després del Tour Down Under. Els corredors hagueren de superar 1.136,8 km repartits entre set etapes i un pròleg inicial.
La cursa fou guanyada per l'australià Richie Porte (Team Sky) gràcies a la seva victòria en la darrera etapa, una cronoecalada al coll d'Eze, que li va valdre per recuperar el temps perdut respecte al fins aleshores líder, el francès Tony Gallopin (Lotto Soudal). Porte va estar acompanyat al podi pel polònès Michał Kwiatkowski (Etixx-Quick Step) i l'eslovè Simon Špilak (Team Katusha), ambdós mig minut rere seu. Michael Matthews (Orica-GreenEDGE), vencedor d'una etapa, guanyà la classificació per punts, Thomas De Gendt (Lotto Soudal) la classificació de la muntanya i Kwiatkowski la dels joves. El Team Sky, de Porte, guanyà la classificació per equips.

## Equips
L'organitzador, Amaury Sport Organisation comunicà tres equips convidats de categoria continental professional, el 14 de gener de 2015: Bretagne-Séché Environnement, Cofidis i Team Europcar. Aquests tres equips s'afegien als 17 equips de categoria World Tour, per totalitzar un total de 20 equips.
| Núm.  | Codi | Equip                 |
| ----- | ---- | --------------------- |
| 1-8   | ALM  | AG2R La Mondiale      |
| 11-18 | LAM  | Lampre-Merida         |
| 21-28 | FDJ  | FDJ                   |
| 31-38 | MOV  | Movistar Team         |
| 41-48 | AST  | Astana Qazaqstan Team |
| 51-58 | BMC  | BMC Racing Team       |
| 61-68 | SKY  | Team Sky              |
| 71-78 | TGA  | Team Giant-Alpecin    |
| 81-88 | EUC  | Team Europcar         |
| 91-98 | OGE  | Orica-GreenEDGE       |

| Núm.    | Codi | Equip                        |
| ------- | ---- | ---------------------------- |
| 101-108 | IAM  | IAM Cycling                  |
| 111-118 | TLJ  | Team LottoNL-Jumbo           |
| 121-128 | LTS  | Lotto Soudal                 |
| 131-138 | COF  | Cofidis                      |
| 141-148 | TCS  | Team Tinkoff-Saxo            |
| 151-158 | EQS  | Etixx-Quick Step             |
| 161-168 | KAT  | Team Katusha                 |
| 171-178 | TFR  | Trek Factory Racing          |
| 181-188 | TCG  | Cannondale-Garmin            |
| 191-198 | BSE  | Bretagne-Séché Environnement |

## Recorregut
Des del 2010 la París-Niça comença al departament d'Yvelines. En aquesta ocasió ho fa amb un pròleg de 6,7 quilòmetres a Maurepas. Les tres següents etapes són favorables als esprintadors i a les escapades. La quarta etapa és la reina de la present edició, amb arribada al El quart pas és l'etapa figura de la reina amb l'arribada al coll de la Croix de Chaubouret després de 10 quilòmetres d'ascensió al 6,7% de desnivell mitjà i set ports de muntanya previs. Una etapa de transició donarà lloc a l'arribada a Niça en una nova etapa de muntanya, amb tres ports de primera i tres de segona categoria. La darrera etapa és una contrarellotge individual fins al coll d'Èze.

## Favorits
Com ve passant en les darreres edicions, els grans noms del ciclisme decideixen participar en la Tirrena-Adriàtica que es disputa simultàniament a la París-Niça. El vigent vencedor del títol, Carlos Betancur (AG2R La Mondiale) no pren part en la cursa. Amb tot, el seu equip compta amb un parell de favorits a la victòria final, Jean-Christophe Péraud i Romain Bardet, el duet que tan bon resultat van tenir al Tour de França de 2014. Rui Costa (Lampre-Merida), segon en la passada edició correrà acompanyat de Rafael Valls, vencedor el passat febrer del Tour d'Oman. Altres ciclistes amb possibilitats a la victòria final són: Tejay van Garderen (BMC Racing Team), segon al darrer Tour d'Oman, el campió del món Michal Kwiatkowski (Etixx-Quick Step), Wilco Kelderman (Team LottoNL-Jumbo), així com diversos membres del Team Sky: Richie Porte, vencedor el 2013, Bradley Wiggins, vencedor el 2014 i campió del món en contrarellotge i Geraint Thomas, recent vencedor de la Volta a l'Algarve. També hi prenen part Andrew Talansky (Cannondale-Garmin), Fabio Aru (Astana Qazaqstan Team), Rafał Majka (Team Tinkoff-Saxo) i Warren Barguil (Team Giant-Alpecin).

## Etapes
| Etapes   | Data       | Recorregut                                               |                           | Km    | Vencedor d'etapa         | Líder de la general      |
| -------- | ---------- | -------------------------------------------------------- | ------------------------- | ----- | ------------------------ | ------------------------ |
| Pròleg   | 8 de març  | Maurepas - Maurepas                                      | contrarellotge individual | 6,7   | Michał Kwiatkowski (POL) | Michał Kwiatkowski (POL) |
| 1a etapa | 9 de març  | Saint-Rémy-lès-Chevreuse - Contres                       | Etapa plana               | 196,5 | Alexander Kristoff (NOR) | Michał Kwiatkowski (POL) |
| 2a etapa | 10 de març | Saint-Aignan (ZooParc de Beauval) - Saint-Amand-Montrond | Etapa plana               | 172   | André Greipel (GER)      | Michał Kwiatkowski (POL) |
| 3a etapa | 11 de març | Saint-Amand-Montrond - Sant Porçanh de Siula             | Etapa plana               | 179   | Michael Matthews (AUS)   | Michael Matthews (AUS)   |
| 4a etapa | 12 de març | Varenas - Coll de la Croix de Chaubouret                 | Etapa de muntanya         | 204   | Richie Porte (AUS)       | Michał Kwiatkowski (POL) |
| 5a etapa | 13 de març | Sant-Etiève - Lo Rastèu                                  | Etapa accidentada         | 192,5 | Davide Cimolai (ITA)     | Michał Kwiatkowski (POL) |
| 6a etapa | 14 de març | Vença - Niça                                             | Etapa de muntanya         | 180,5 | Tony Gallopin (FRA)      | Tony Gallopin (FRA)      |
| 7a etapa | 15 de març | Niça - Coll d'Èze                                        | contrarellotge individual | 9,5   | Richie Porte (AUS)       | Richie Porte (AUS)       |

### Pròleg

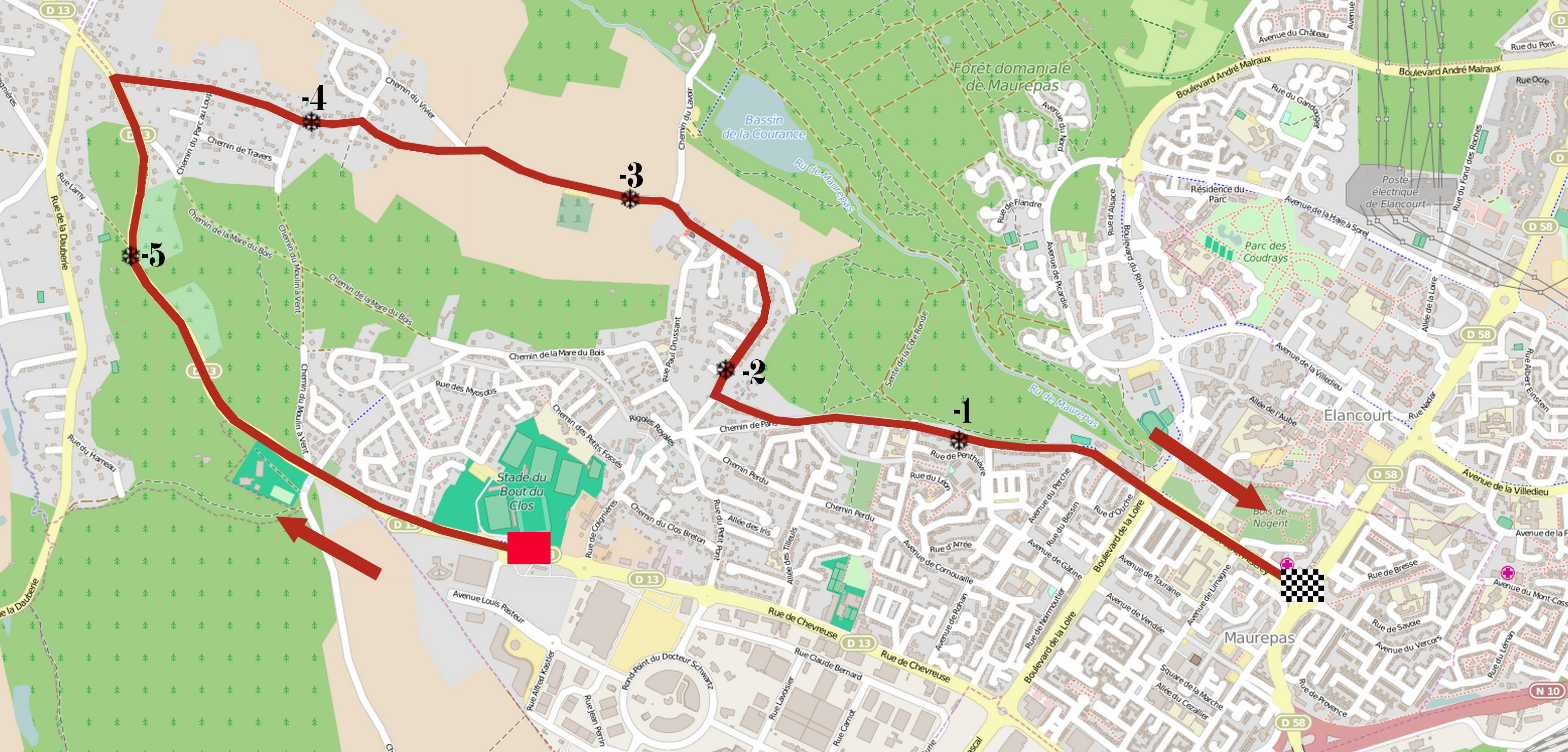

Maurepas - Maurepas, 8 de març. 6,7 km (contrarellotge individual)
La París-Niça 2015 comença amb un pròleg totalment pla pels carrers de Maurepas.
El primer temps significatiu el va fer Dylan van Baarle (Cannondale-Garmin), que amb un temps de 8' 04" va liderar l'etapa durant força estona. Posteriorment el liderat passà, tot i que de manera breu, a mans de Giacomo Nizzolo (Trek Factory Racing) i Tiago Machado (Team Katusha). Els seus temps van ser àmpliament millorats per Rohan Dennis, que va establir un temps de 7' 40". Dennis es va mantenir al capdamunt de la classificació durant una hora i mitja, fins que va ser superat per Michał Kwiatkowski per 31 centèsimes de segon. Aquest temps no fou superat per cap altra ciclista, amb la qual cosa Kwiatkowski passà a liderar la general, la classificació per punts i la dels joves. La manca de ports va fer que el mallot de la muntanya no fos atorgat a cap ciclista.
|    | Ciclista                 | Equip                 | Temps  |
| -- | ------------------------ | --------------------- | ------ |
| 1  | Michał Kwiatkowski (POL) | Etixx-Quick Step      | 7' 40" |
| 2  | Rohan Dennis (AUS)       | BMC Racing Team       | m. t.  |
| 3  | Tony Martin (GER)        | Etixx-Quick Step      | + 7"   |
| 4  | Luis León Sánchez (ESP)  | Astana Qazaqstan Team | + 10"  |
| 5  | Lars Boom (NED)          | Astana Qazaqstan Team | + 10"  |
| 6  | John Degenkolb (GER)     | Team Giant-Alpecin    | + 10"  |
| 7  | Sylvain Chavanel (FRA)   | IAM Cycling           | + 10"  |
| 8  | Michael Matthews (AUS)   | Orica-GreenEDGE       | + 12"  |
| 9  | Tom Dumoulin (NED)       | Team Giant-Alpecin    | + 13"  |
| 10 | Geraint Thomas (GBR)     | Team Sky              | + 14"  |

|    | Ciclista                 | Equip                 | Temps  |
| -- | ------------------------ | --------------------- | ------ |
| 1  | Michał Kwiatkowski (POL) | Etixx-Quick Step      | 7' 40" |
| 2  | Rohan Dennis (AUS)       | BMC Racing Team       | m. t.  |
| 3  | Tony Martin (GER)        | Etixx-Quick Step      | + 7"   |
| 4  | Luis León Sánchez (ESP)  | Astana Qazaqstan Team | + 10"  |
| 5  | Lars Boom (NED)          | Astana Qazaqstan Team | + 10"  |
| 6  | John Degenkolb (GER)     | Team Giant-Alpecin    | + 10"  |
| 7  | Sylvain Chavanel (FRA)   | IAM Cycling           | + 10"  |
| 8  | Michael Matthews (AUS)   | Orica-GreenEDGE       | + 12"  |
| 9  | Tom Dumoulin (NED)       | Team Giant-Alpecin    | + 13"  |
| 10 | Geraint Thomas (GBR)     | Team Sky              | + 14"  |

### Etapa 1
Saint-Rémy-lès-Chevreuse - Contres, 9 de març. 196,5 km
Només començar l'etapa (km 3) els ciclistes hauran d'afrontar la petita cota de Bel Air (1,2 km al 5%), de 3a categoria. Posteriorment el recorregut és totalment pla a través de la plana de la regió de Beauce. Durant el recorregut hi ha dos esprints intermedis, als quilòmetres 19 i 185,5, i es passa pels departaments d'Yvelines, Eure i Loir, Loiret i Loir i Cher.
La primera escapada del dia fou de Jonathan Hivert (Bretagne-Séché Environnement), la qual li va servir per a aconseguir els punts per l'únic port de muntanya del dia i passar en primera posició pel primer esprint intermedi de l'etapa. Tot i que ràpidament obrí fins a 4' sobre el gran grup un cop passat aquests dos primers punts importants de l'etapa fou reintegrat al gran grup. Posteriorment atacaren Anthony Delaplace, company d'equip d'Hivert, i Thomas Voeckler (Team Europcar). Els dos van romandre escapats bona parts de l'escapada, amb un màxim avantatge de sis minuts. A manca de 25 km sols disposaven d'un minut, però un acceleració dels escapats els va dur a tenir 1 '40" a manca de 15 km. Amb tot, finalment foren neutralitzats a manca de tan sols 1,5 quilòmetres. John Degenkolb (Team Giant-Alpecin) va ser el primer a llençar l'esprint, però la victòria fou per a Alexander Kristoff (Team Katusha), per davant de Nacer Bouhanni (Cofidis) i Bryan Coquard (Team Europcar). Kwiatkowski manté el lideratge en la general, punts i joves, mentre Hivert es fa amb la muntanya.
A manca de 18 km per l'arribada el belga Tom Boonen va partir una caiguda que provocà una fractura al colze i una luxació de l'espatlla esquerra que li farà perdre tota la temporada de clàssiques de primavera, inclòs els seus principals objectius com la París-Roubaix i el Tour de Flandes.
|    | Ciclista                 | Equip               | Temps      |
| -- | ------------------------ | ------------------- | ---------- |
| 1  | Alexander Kristoff (NOR) | Team Katusha        | 5h 15' 18" |
| 2  | Nacer Bouhanni (FRA)     | Cofidis             | m. t.      |
| 3  | Bryan Coquard (FRA)      | Team Europcar       | m. t.      |
| 4  | Heinrich Haussler (AUS)  | IAM Cycling         | m. t.      |
| 5  | Giacomo Nizzolo (ITA)    | Trek Factory Racing | m. t.      |
| 6  | José Joaquín Rojas (ESP) | Movistar Team       | m. t.      |
| 7  | Moreno Hofland (NED)     | Team LottoNL-Jumbo  | m. t.      |
| 8  | Niccolo Bonifazio (ITA)  | Lampre-Merida       | m. t.      |
| 9  | Ben Swift (GBR)          | Team Sky            | m. t.      |
| 10 | Michael Matthews (AUS)   | Orica-GreenEDGE     | m. t.      |

|    | Ciclista                 | Equip                 | Temps      |
| -- | ------------------------ | --------------------- | ---------- |
| 1  | Michał Kwiatkowski (POL) | Etixx-Quick Step      | 5h 22' 58" |
| 2  | Rohan Dennis (AUS)       | BMC Racing Team       | m. t.      |
| 3  | Tony Martin (GER)        | Etixx-Quick Step      | + 7"       |
| 4  | John Degenkolb (GER)     | Team Giant-Alpecin    | + 9"       |
| 5  | Luis León Sánchez (ESP)  | Astana Qazaqstan Team | + 10"      |
| 6  | Lars Boom (NED)          | Astana Qazaqstan Team | + 10"      |
| 7  | Michael Matthews (AUS)   | Orica-GreenEDGE       | + 10"      |
| 8  | Sylvain Chavanel (FRA)   | IAM Cycling           | + 10"      |
| 9  | Tom Dumoulin (NED)       | Team Giant-Alpecin    | + 13"      |
| 10 | Geraint Thomas (GBR)     | Team Sky              | + 13"      |

### Etapa 2
Saint-Aignan (ZooParc de Beauval) - Saint-Amand-Montrond, 10 de març. 172 km
Nova etapa plana, amb esprints intermedis als quilòmetres 57,5 i 127, en el primer pas per la línia d'arribada. L'única dificultat muntanyosa del dia és la cota de la Tour (4,1 km al 4,2%), de tercera categoria, que es corona al km 131. El final és totalment pla. Durant l'etapa es passa pels departaments de Loir i Cher, Indra i Cher.
Etapa marcada per una llarga escapada en solitari protagonitzada pel francès Arnaud Gérard (Bretagne-Séché Environnement) en el primer quilòmetre. Gérard va arribar a tenir gairebé vuit minuts sobre el gran grup, però finalment fou neutralitzat sota l'empenta dels equips dels esprintadors. A manca de menys de 9 quilòmetres per l'arribada Tony Martin (Etixx-Quick Step) atacà, i fou seguit per Geraint Thomas (Team Sky), Lars Boom (Astana Qazaqstan Team) i Matti Breschel (Team Tinkoff-Saxo). Breschel va punxar i quedà despenjar del grup d'escapats, però els altres tres continuaren amb el seu intent fins que foren agafats a manca d'un quilòmetre i mig per l'arribada. El vencedor a l'esprint fou l'alemany André Greipel (Lotto Soudal), que s'imposà per davant Arnaud Démare i John Degenkolb.
|    | Ciclista                  | Equip              | Temps      |
| -- | ------------------------- | ------------------ | ---------- |
| 1  | André Greipel (GER)       | Lotto Soudal       | 4h 30' 18" |
| 2  | Arnaud Demare (FRA)       | FDJ                | m. t.      |
| 3  | John Degenkolb (GER)      | Team Giant-Alpecin | m. t.      |
| 4  | Michael Matthews (AUS)    | Orica-GreenEDGE    | m. t.      |
| 5  | José Joaquín Rojas (ESP)  | Movistar Team      | m. t.      |
| 6  | Nacer Bouhanni (FRA)      | Cofidis            | m. t.      |
| 7  | Moreno Hofland (NED)      | Team LottoNL-Jumbo | m. t.      |
| 8  | Alexander Kristoff (NOR)  | Team Katusha       | m. t.      |
| 9  | Jonas Van Genechten (BEL) | IAM Cycling        | m. t.      |
| 10 | Niccolo Bonifazio (ITA)   | Lampre-Merida      | m. t.      |

|    | Ciclista                 | Equip                 | Temps      |
| -- | ------------------------ | --------------------- | ---------- |
| 1  | Michał Kwiatkowski (POL) | Etixx-Quick Step      | 9h 53' 16" |
| 2  | Rohan Dennis (AUS)       | BMC Racing Team       | m. t.      |
| 3  | John Degenkolb (GER)     | Team Giant-Alpecin    | + 2"       |
| 4  | Tony Martin (GER)        | Etixx-Quick Step      | + 7"       |
| 5  | Michael Matthews (AUS)   | Orica-GreenEDGE       | + 9"       |
| 6  | Luis León Sánchez (ESP)  | Astana Qazaqstan Team | + 10"      |
| 7  | Lars Boom (NED)          | Astana Qazaqstan Team | + 10"      |
| 8  | Sylvain Chavanel (FRA)   | IAM Cycling           | + 10"      |
| 9  | Tom Dumoulin (NED)       | Team Giant-Alpecin    | + 13"      |
| 10 | Geraint Thomas (GBR)     | Team Sky              | + 13"      |

### Etapa 3
Saint-Amand-Montrond - Sant Porçanh de Siula, 11 de març. 179 km
Etapa més accidentada que les dues precedents, amb el pas per tres cotes de tercera categoria situades en la part central de l'etapa: cota de la Croix du Chêne (2,1 km al 4%; km 53,5), coll de la Bosse (2,4 km à 5,1%, al km 97,5) i cota de Vicq (1,6 km al 5,8%, km 117,5). El final del recorregut és lleugerament accidentat. Els dos esprints intermedis estan situats als quilòmetres 27,5 i 159,5, en el primer pas per la línia d'arribada. Durant l'etapa es passa pels departaments de Cher, Alier i Puèi Domat.
La primera escapada del dia es va formar al quilòmetre 6 d'etapa per Philippe Gilbert (BMC Racing Team) i Florian Vachon (Bretagne-Séché Environnement). Posteriorment Thomas Voeckler (Team Europcar) se'ls va unir. Gilbert va creuar en primera posició les tres dificultats muntanyoses del dia, amb la qual cosa es va fer amb el liderat de la muntanya. A manca de 50 quilòmetres per l'arribada els escapats mantenien cinc minuts sobre el gran grup, però en aquell moment els equips dels esprintadors es posaren al capdavant per tal de neutralitzar-los. A manca de 20 quilòmetres sols disposaven de 43 segons. Gilbert va ser el primer neutralitzat, després Vachon i finalment Voeckler, al qual se li havia unit venint des del darrere Paolo Tiralongo (Astana Qazaqstan Team). Finalment es va disputar l'esprint, llençat pels homes de l'Orica-GreenEDGE i en el qual Michael Matthews, va ser el més ràpid. Gràcies a la victòria i les bonificacions passà a liderar la classificació general, dels punts i dels joves.
|    | Ciclista                 | Equip               | Temps      |
| -- | ------------------------ | ------------------- | ---------- |
| 1  | Michael Matthews (AUS)   | Orica-GreenEDGE     | 4h 32' 12" |
| 2  | Davide Cimolai (ITA)     | Lampre-Merida       | m. t.      |
| 3  | Giacomo Nizzolo (ITA)    | Trek Factory Racing | m. t.      |
| 4  | Alexander Kristoff (NOR) | Team Katusha        | m. t.      |
| 5  | José Joaquín Rojas (ESP) | Movistar Team       | m. t.      |
| 6  | Matti Breschel (DEN)     | Team Tinkoff-Saxo   | m. t.      |
| 7  | Moreno Hofland (NED)     | Team LottoNL-Jumbo  | m. t.      |
| 8  | Nacer Bouhanni (FRA)     | Cofidis             | m. t.      |
| 9  | Bryan Coquard (FRA)      | Team Europcar       | m. t.      |
| 10 | Arnaud Demare (FRA)      | FDJ                 | m. t.      |

|    | Ciclista                 | Equip                 | Temps       |
| -- | ------------------------ | --------------------- | ----------- |
| 1  | Michael Matthews (AUS)   | Orica-GreenEDGE       | 14h 25' 27" |
| 2  | Michał Kwiatkowski (POL) | Etixx-Quick Step      | + 1"        |
| 3  | Rohan Dennis (AUS)       | BMC Racing Team       | + 1"        |
| 4  | John Degenkolb (GER)     | Team Giant-Alpecin    | + 3"        |
| 5  | Tony Martin (GER)        | Etixx-Quick Step      | + 8"        |
| 6  | Luis León Sánchez (ESP)  | Astana Qazaqstan Team | + 11"       |
| 7  | Sylvain Chavanel (FRA)   | IAM Cycling           | + 11"       |
| 8  | Tom Dumoulin (NED)       | Team Giant-Alpecin    | + 14"       |
| 9  | Geraint Thomas (GBR)     | Team Sky              | + 14"       |
| 10 | Philippe Gilbert (BEL)   | BMC Racing Team       | + 14"       |

### Etapa 4
Varenas - Coll de la Croix de Chaubouret, 12 de març. 204 km
Etapa més llarga de la present edició, amb 204 quilòmetres entre Varenas i el coll de la Croix de Chaubouret, únic final en alt de la cursa. El recorregut presenta set ports puntuables més durant el recorregut, 2 de segona i 5 de tercera categoria, abans de l'ascensió final i sis d'ells es concentren en els darrers 60 quilòmetres d'etapa. L'ascensió final al coll de la Croix de Chaubouret té 10 quilòmetres de llargada a una mitjana del 6,7%.
L'escapada del dia la formen Antoine Duchesne (Team Europcar), Thomas De Gendt (Lotto Soudal) i Chris Anker Sørensen (Team Tinkoff-Saxo), que van obtenir fins a vuit minuts sobre el gran grup. De Gendt va passar en primera posició pels set primers ports puntuables del dia, cosa que li va permetre passar a liderar la classificació de la muntanya al final del dia. Duschesne es despenjà a la cota de La Gimond (km 152). El treball de l'Orica-GreenEDGE al capdavant del gran grup reduí les diferències de manera significativa i amb l'ajut de l'AG2R La Mondiale en l'ascensió a La Gimond el gran grup es partí en dos. Rafał Majka (Team Tinkoff-Saxo) fou un dels favorits que quedà momentàniament endarrerit.
Al coll de La Gachet, a manca de 29 km, De Gendt i Sørensen mantenien dos minuts; però 3,5 km després, al cim del penúltim port del dia, la cota de la Croix Blanche, era ja menys d'un minut. Andrew Talansky (Cannondale-Garmin) i Majka patiren problemes mecànics en aquesta ascensió. Finalment els escapats foren neutralitzats a manca de 13 quilòmetres per l'arribada. En l'ascensió final el Team Sky i el BMC Racing Team imprimiren un fort ritme al capdavant del grup principal, la qual cosa deixà enrere a bona part dels rivals, entre ells el fins aleshores líder, Michael Matthews, Talansky, Majka i Wilco Kelderman (Team LottoNL-Jumbo). A manca de 3 km Geraint Thomas (Team Sky) atacà i fou seguit per Jakob Fuglsang (Astana Qazaqstan Team) i Simon Špilak (Team Katusha). Tejay van Garderen (BMC Racing Team i Rubén Fernández intentaren agafar-los, però Fernández va caure. Aleshores fou Richie Porte (Team Sky) el que venint des del darrere i acompanyat per Michał Kwiatkowski agafà el grup de Thomas. Ja dins el darrer quilòmetre Porte tornà a atacar i sols fou seguit pel seu company d'equip Thomas. Porte guanyà l'etapa, seguit per Thomas, amb el mateix temps, i Kwiatkowski a vuit segons. Amb les bonificacions Kwiatkowski va mantenir el liderat per tan sols un segon sobre Porte i tres sobre Thomas.
|    | Ciclista                 | Equip                 | Temps      |
| -- | ------------------------ | --------------------- | ---------- |
| 1  | Richie Porte (AUS)       | Team Sky              | 5h 18' 39" |
| 2  | Geraint Thomas (GBR)     | Team Sky              | m. t.      |
| 3  | Michał Kwiatkowski (POL) | Etixx-Quick Step      | + 8"       |
| 4  | Jakob Fuglsang (DEN)     | Astana Qazaqstan Team | + 8"       |
| 5  | Tejay Van Garderen (USA) | BMC Racing Team       | + 17"      |
| 6  | Rui Costa (POR)          | Lampre-Merida         | + 24"      |
| 7  | Tony Gallopin (FRA)      | Team LottoNL-Jumbo    | + 24"      |
| 8  | Fabio Aru (ITA)          | Astana Qazaqstan Team | + 24"      |
| 9  | Rafael Valls (ESP)       | Lampre-Merida         | + 24"      |
| 10 | Simon Spilak (SLO)       | Team Katusha          | + 24"      |

|    | Ciclista                 | Equip                 | Temps       |
| -- | ------------------------ | --------------------- | ----------- |
| 1  | Michał Kwiatkowski (POL) | Etixx-Quick Step      | 19h 44' 11" |
| 2  | Richie Porte (AUS)       | Team Sky              | + 1"        |
| 3  | Geraint Thomas (GBR)     | Team Sky              | + 3"        |
| 4  | Tejay Van Garderen (USA) | BMC Racing Team       | + 27"       |
| 5  | Jakob Fuglsang (DEN)     | Astana Qazaqstan Team | + 32"       |
| 6  | Tony Gallopin (FRA)      | Team LottoNL-Jumbo    | + 38"       |
| 7  | Rui Costa (POR)          | Lampre-Merida         | + 41"       |
| 8  | Gorka Izagirre (ESP)     | Movistar Team         | + 44"       |
| 9  | Tiago Machado (POR)      | Team Katusha          | + 50"       |
| 10 | Rafael Valls (ESP)       | Lampre-Merida         | + 51"       |

### Etapa 5
Sant-Etiève - Lo Rastèu, 13 de març. 192,5 km
Etapa de mitja muntanya, amb quatre ports puntuables. Només de sortida els ciclistes han d'afrontar el coll de la République (km 12,5), de primera categoria (12,2 km al 4,5%). Després hi ha uns 100 quilòmetres més senzills i en el tram final de l'etapa hi ha tres coll més a superar, un de segona (km 148) i dos de tercera, el darrer d'ells a tan sols 8,5 quilòmetres per l'arribada. Els dos esprints intermedis es troben a Cornas i Valréas. Durant l'etapa es passa pels departaments del Loira, Ardecha, Droma i Valclusa.
L'escapada del dia es forma en l'ascensió al coll de la République. Thomas De Gendt (Lotto Soudal), que havia passat a liderar la muntanya en l'etapa anterior, tornà a atacar. Va ser acompanyat per Andrew Talansky (Cannondale-Garmin), Romain Sicard (Team Europcar), Egor Silin (Team Katusha) i Paweł Poljański (Team Tinkoff-Saxo). De Gendt passà en primera posició en tots els ports del dia. El gran grup mai va permetre més de quatre minuts als escapats, ja que Talansky estava a tan sols 2' 51" del líder. A manca de 20 km els escapats mantenien una diferència d'un minut i mig. En la darrera ascensió De Gendt demostrà ser el més fort i deixà enrere els seus companys d'escapada. A manca de 3 quilòmetres encara mantenia 30 segons, però l'impuls dels equips dels esprintadors va fer que fos neutralitzat en el darrer quilòmetre. En l'esprint Davide Cimolai (Lampre-Merida) va sorprendre a la resta de rivals i guanyà per davant de Bryan Coquard (Team Europcar) i Michael Matthews (Orica-GreenEDGE). No hi hagué cap canvi en la general.
|    | Ciclista                 | Equip                        | Temps      |
| -- | ------------------------ | ---------------------------- | ---------- |
| 1  | Davide Cimolai (ITA)     | Lampre-Merida                | 4h 12' 09" |
| 2  | Bryan Coquard (FRA)      | Team Europcar                | m. t.      |
| 3  | Michael Matthews (AUS)   | Orica-GreenEDGE              | m. t.      |
| 4  | Nacer Bouhanni (FRA)     | Cofidis                      | m. t.      |
| 5  | José Joaquín Rojas (ESP) | Movistar Team                | m. t.      |
| 6  | Alexander Kristoff (NOR) | Team Katusha                 | m. t.      |
| 7  | Matti Breschel (DEN)     | Team Tinkoff-Saxo            | m. t.      |
| 8  | Daniel McLay (GBR)       | Bretagne-Séché Environnement | m. t.      |
| 9  | Samuel Dumoulin (FRA)    | AG2R La Mondiale             | m. t.      |
| 10 | Sylvain Chavanel (FRA)   | IAM Cycling                  | m. t.      |

|    | Ciclista                 | Equip                 | Temps       |
| -- | ------------------------ | --------------------- | ----------- |
| 1  | Michał Kwiatkowski (POL) | Etixx-Quick Step      | 23h 56' 20" |
| 2  | Richie Porte (AUS)       | Team Sky              | + 1"        |
| 3  | Geraint Thomas (GBR)     | Team Sky              | + 3"        |
| 4  | Tejay Van Garderen (USA) | BMC Racing Team       | + 27"       |
| 5  | Jakob Fuglsang (DEN)     | Astana Qazaqstan Team | + 32"       |
| 6  | Tony Gallopin (FRA)      | Team LottoNL-Jumbo    | + 38"       |
| 7  | Rui Costa (POR)          | Lampre-Merida         | + 41"       |
| 8  | Gorka Izagirre (ESP)     | Movistar Team         | + 44"       |
| 9  | Tiago Machado (POR)      | Team Katusha          | + 50"       |
| 10 | Rafael Valls (ESP)       | Lampre-Merida         | + 51"       |

### Etapa 6
Vença - Niça, 14 de març. 180,5 km
Segona etapa de muntanya de la cursa, amb final a Niça després d'un recorregut molt trencacames i eminentment muntanyós. Sis són els colls puntuables a superar durant l'etapa, tres de primera categoria, els colls de Vence (km 35), de Saint-Roch (km 131,5) i la cota de Peille (km 158,5) i tres més de segona. Els dos esprints del dia són a Tourrettes-sur-Loup i La Turbie. El final és al tradicional Promenade des Anglais.
Després d'una nombrosa escapada formada per fins a 31 ciclistes pertanyents, en què Tim Wellens (Lotto Soudal) era el millor classificicat, a 1' 25" de Kwiatkowski, i en què també hi havia Thomas De Gendt, líder de la muntanya, va arribar l'hora dels atacs entre els caps de fila. Així, a manca de 60 km es produeix un atac del líder Kwiatkowski, junt a tres companys d'equip Tony Martin, Julian Alaphilippe i Michał Gołaś. Tot i obrir mig minut foren neutralitzats poc després pels home del Team Sky, però novament ho tornaren a intentar en l'ascensió al coll de Saint-Roch, aquesta vegada acompanyats per Tony Gallopin (Lotto-Soudal). Novament obriren mig minut, mentre el Team Sky es quedava amb un sol ciclista per ajudar a Porte i Thomas, però els homes de l'Etixx-Quick Step hagueren de cessar en l'atac per la feblesa de Kwiatkowski. Això fou vist per Gallopin que aprofità per marxar en solitari al capdavant de la cursa. Per darrere, Porte i Thomas superaren al grup de Kwiatkowski. Junt a ells hi havia Simon Špilak (Team Katusha) i Jakob Fuglsang (Astana Qazaqstan Team). Al cim del darrer port Gallopin passa amb un lleuger avantatge sobre el grup de Porte i Thomas, que alhora avantatgen a Kwiatkowski. En el descens Porte i Thomas paeixen diversos problemes i foren capturats pel grup de Kwiatkowski. Gallopin va arribar destacat a l'arribada, amb més de mig minut sobre els primers perseguidors. Porte i Thomas arribaren a un minut i poc després ho va fer Kwiatkowski. Amb aquesta victòria Gallopin passava a liderar la general amb 36" sobre Porte.
|    | Ciclista               | Equip                 | Temps      |
| -- | ---------------------- | --------------------- | ---------- |
| 1  | Tony Gallopin (FRA)    | Lotto Soudal          | 4h 12' 09" |
| 2  | Simon Špilak (SLO)     | Team Katusha          | + 32"      |
| 3  | Rui Costa (POR)        | Lampre-Merida         | + 32"      |
| 4  | Jakob Fuglsang (DEN)   | Astana Qazaqstan Team | + 32"      |
| 5  | Rafael Valls (ESP)     | Lampre-Merida         | + 35"      |
| 6  | Michael Valgren (DEN)  | Team Tinkoff-Saxo     | + 1' 00"   |
| 7  | Tim Wellens (BEL)      | Lotto Soudal          | + 1' 00"   |
| 8  | Sylvain Chavanel (FRA) | IAM Cycling           | + 1' 00"   |
| 9  | Arthur Vichot (FRA)    | FDJ                   | + 1' 00"   |
| 10 | Nicolas Edet (FRA)     | Cofidis               | + 1' 00"   |

|    | Ciclista                 | Equip                   | Temps       |
| -- | ------------------------ | ----------------------- | ----------- |
| 1  | Tony Gallopin (FRA)      | Lotto Soudal            | 28h 49' 42" |
| 2  | Richie Porte (AUS)       | Team Sky                | + 36"       |
| 3  | Michał Kwiatkowski (POL) | Omega Pharma-Quick Step | + 37"       |
| 4  | Geraint Thomas (GBR)     | Team Sky                | + 38"       |
| 5  | Jakob Fuglsang (DEN)     | Astana Qazaqstan Team   | + 38"       |
| 6  | Rui Costa (POR)          | Lampre-Merida           | + 42"       |
| 7  | Simon Špilak (SLO)       | Team Katusha            | + 53"       |
| 8  | Rafael Valls (ESP)       | Lampre-Merida           | + 1' 01"    |
| 9  | Gorka Izagirre (ESP)     | Movistar Team           | + 1' 19"    |
| 10 | Tim Wellens (BEL)        | Lotto Soudal            | + 2' 00"    |

### Etapa 7

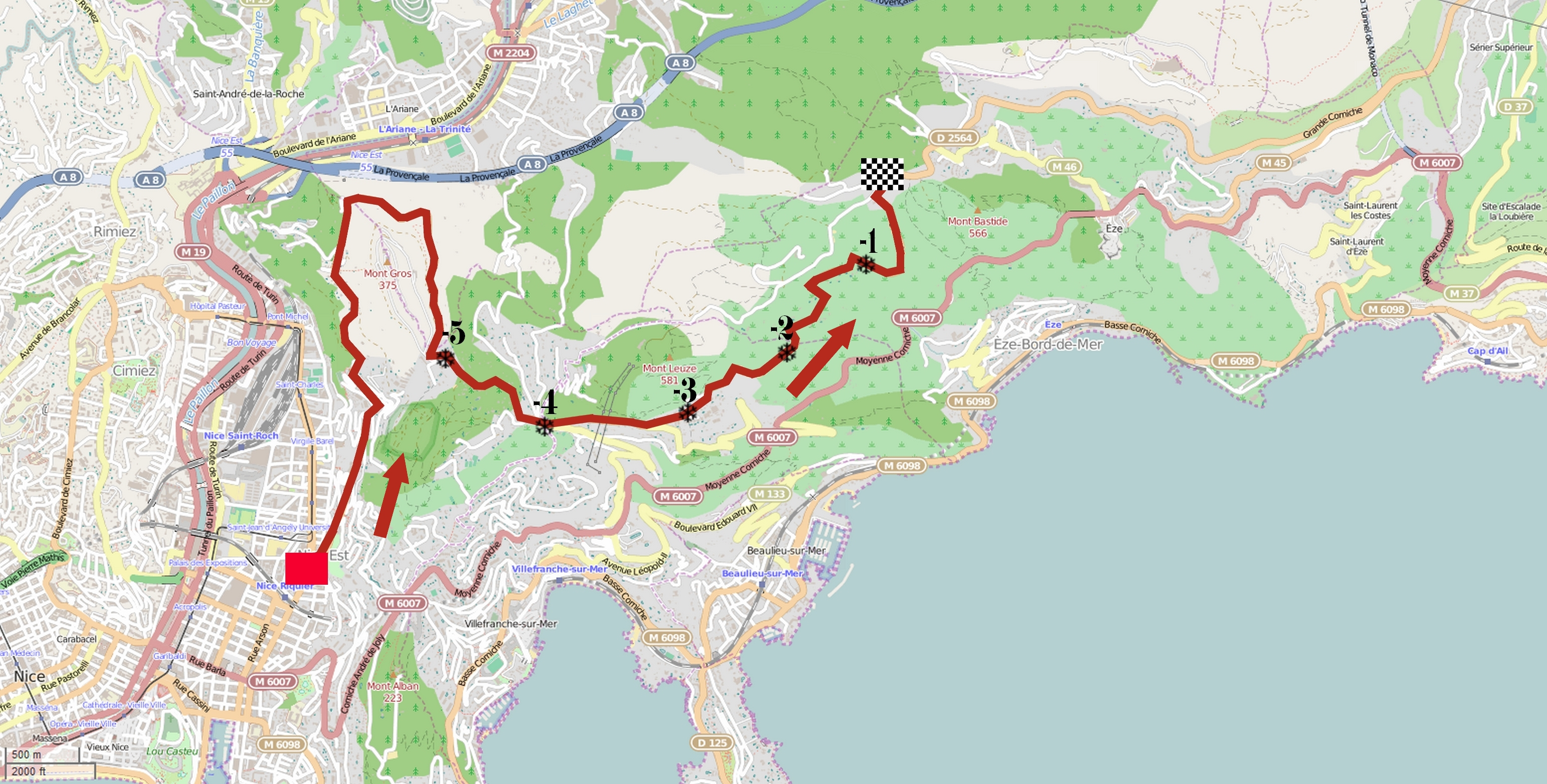
Recorregut de la 7a etapa

Niça - Coll d'Èze, 15 de març. 9,5 km (contrarellotge individual)
Després de no ser pujat en l'edició anterior, la París-Niça finalitza amb una cronoescalada fins al Coll d'Èze. L'etapa, de 9,6 km i amb una mitjana total del 4,6% de desnivell, té en els dos primers quilòmetres els trams més complicats, amb un desnivell de fins al 8,5% en el segon quilòmetre. El darrer quilòmetre i mig és un fals pla, fins a l'arribada final.
El primer ciclista a prendre la sortida fou Stijn Vandenbergh (Etixx-Quick Step), i acabà amb un temps de 23' 37". Alexander Kristoff (Team Katusha) va fer 22' 11" i liderà la cursa durant un temps, però posteriorment fou superat per Sérgio Paulinho (Team Tinkoff-Saxo) i Thomas De Gendt (Lotto Soudal), que deixà el temps en 21' 19". Rein Taaramäe (Cofidis) va ser el següent en millorar el temps, però Andrew Talansky (Cannondale-Garmin), que anava rere seu, el deixà en 21' 00". Talansky liderà la cursa fins a l'arribada de Tony Martin (Etixx-Quick Step), primer en baixar dels 21 minuts.
Entre els ciclistes que lluitaven per la general Simon Špilak (Team Katusha) va ser el primer a millorar el temps de Martin, amb un temps de 20' 36". Aquest temps no va poder ser millorat per bona part dels seus rivals: Rui Costa (Lampre-Merida), Geraint Thomas (Team Sky) i Michał Kwiatkowski (Etixx-Quick Step). Porte, segon classificat, va ser l'únic que va poder superar el temps de Špilak per 13". Per la seva banda Tony Gallopin (Lotto Soudal), líder fins aleshores, va perdre 1' 39" respecte Porte, amb la qual cosa perdia la cursa i baixava fins a la sisena posició final.
|    | Ciclista                 | Equip             | Temps   |
| -- | ------------------------ | ----------------- | ------- |
| 1  | Richie Porte (AUS)       | Team Sky          | 20' 23" |
| 2  | Simon Špilak (SLO)       | Team Katusha      | + 13"   |
| 3  | Rui Costa (POR)          | Lampre-Merida     | + 24"   |
| 4  | Tony Martin (GER)        | Etixx-Quick Step  | + 29"   |
| 5  | Michał Kwiatkowski (POL) | Etixx-Quick Step  | + 29"   |
| 6  | Andrew Talansky (USA)    | Cannondale-Garmin | + 37"   |
| 7  | Geraint Thomas (GBR)     | Team Sky          | + 39"   |
| 8  | Ion Izagirre (ESP)       | Movistar Team     | + 50"   |
| 9  | Tim Wellens (BEL)        | Lotto Soudal      | + 54"   |
| 10 | Gorka Izagirre (ESP)     | Movistar Team     | + 55"   |

|    | Ciclista                 | Equip                 | Temps         |
| -- | ------------------------ | --------------------- | ------------- |
| 1  | Richie Porte (AUS)       | Team Sky              | + 29h 10' 41" |
| 2  | Michał Kwiatkowski (POL) | Etixx-Quick Step      | + 30"         |
| 3  | Simon Špilak (SLO)       | Team Katusha          | + 30"         |
| 4  | Rui Costa (POR)          | Lampre-Merida         | + 30"         |
| 5  | Geraint Thomas (GBR)     | Team Sky              | + 41"         |
| 6  | Tony Gallopin (FRA)      | Lotto Soudal          | + 1' 03"      |
| 7  | Jakob Fuglsang (DEN)     | Astana Qazaqstan Team | + 1' 05"      |
| 8  | Rafael Valls (ESP)       | Lampre-Merida         | + 1' 24"      |
| 9  | Gorka Izagirre (ESP)     | Movistar Team         | + 1' 38"      |
| 10 | Tim Wellens (BEL)        | Lotto Soudal          | + 2' 18"      |

## Classificacions finals

### Classificació general
|    | Ciclista                 | Equip                 | Temps         |
| -- | ------------------------ | --------------------- | ------------- |
| 1  | Richie Porte (AUS)       | Team Sky              | + 29h 10' 41" |
| 2  | Michał Kwiatkowski (POL) | Etixx-Quick Step      | + 30"         |
| 3  | Simon Špilak (SLO)       | Team Katusha          | + 30"         |
| 4  | Rui Costa (POR)          | Lampre-Merida         | + 30"         |
| 5  | Geraint Thomas (GBR)     | Team Sky              | + 41"         |
| 6  | Tony Gallopin (FRA)      | Lotto Soudal          | + 1' 03"      |
| 7  | Jakob Fuglsang (DEN)     | Astana Qazaqstan Team | + 1' 05"      |
| 8  | Rafael Valls (ESP)       | Lampre-Merida         | + 1' 24"      |
| 9  | Gorka Izagirre (ESP)     | Movistar Team         | + 1' 38"      |
| 10 | Tim Wellens (BEL)        | Lotto Soudal          | + 2' 18"      |

### Classificacions secundàries
|   | Ciclista                 | Equip           | Punts |
| - | ------------------------ | --------------- | ----- |
| 1 | Michael Matthews (AUS)   | Orica-GreenEDGE | 38    |
| 2 | Alexander Kristoff (NOR) | Team Katusha    | 32    |
| 3 | Richie Porte (AUS)       | Team Sky        | 30    |

|   | Ciclista               | Equip           | Punts |
| - | ---------------------- | --------------- | ----- |
| 1 | Thomas De Gendt (BEL)  | Lotto Soudal    | 78    |
| 2 | Richie Porte (AUS)     | Team Sky        | 26    |
| 3 | Philippe Gilbert (BEL) | BMC Racing Team | 21    |

|   | Ciclista                 | Equip            | Temps       |
| - | ------------------------ | ---------------- | ----------- |
| 1 | Michał Kwiatkowski (POL) | Etixx-Quick Step | 29h 11' 11" |
| 2 | Tim Wellens (BEL)        | Lotto Soudal     | + 1' 48"    |
| 3 | Romain Bardet (FRA)      | AG2R La Mondiale | + 3' 32"    |

|   | Equip            | Temps       |
| - | ---------------- | ----------- |
| 1 | Team Sky         | 87h 41' 05" |
| 2 | Movistar Team    | + 6' 35"    |
| 3 | Etixx-Quick Step | + 8' 57"    |

### UCI World Tour
La París-Niça atorga punts per l'UCI World Tour 2015 sols als ciclistes dels equips de categoria World Tour.
| Posició               | 1r  | 2n | 3r | 4t | 5è | 6è | 7è | 8è | 9è | 10è |
| Classificació general | 100 | 80 | 70 | 60 | 50 | 40 | 30 | 20 | 10 | 4   |
| Per etapa             | 6   | 4  | 2  | 1  | 1  |    |    |    |    |     |

| # | Ciclista                 | Equip                 | Punts |
| - | ------------------------ | --------------------- | ----- |
| 1 | Richie Porte (AUS)       | Team Sky              | 112   |
| 2 | Michał Kwiatkowski (POL) | Etixx-Quick Step      | 89    |
| 3 | Simon Špilak (SLO)       | Team Katusha          | 78    |
| 4 | Geraint Thomas (GBR)     | Team Sky              | 64    |
| 5 | Rui Costa (POR)          | Lampre-Merida         | 54    |
| 6 | Tony Gallopin (FRA)      | Lotto Soudal          | 46    |
| 7 | Jakob Fuglsang (DEN)     | Astana Qazaqstan Team | 32    |
| 8 | Rafael Valls (ESP)       | Lampre-Merida         | 21    |
| 9 | Davide Cimolai (ITA)     | Lampre-Merida         | 10    |
| 9 | Gorka Izagirre (ESP)     | Movistar Team         | 10    |

## Evolució de les classificacions
| Etapa | Vencedor           | Classificació general | Classificació per punts | Classificació de la muntanya | Classificació dels joves | Classificació per equips |
| ----- | ------------------ | --------------------- | ----------------------- | ---------------------------- | ------------------------ | ------------------------ |
| P     | Michał Kwiatkowski | Michał Kwiatkowski    | Michał Kwiatkowski      | no entregat                  | Michał Kwiatkowski       | BMC Racing Team          |
| 1     | Alexander Kristoff | Michał Kwiatkowski    | Michał Kwiatkowski      | Jonathan Hivert              | Michał Kwiatkowski       | BMC Racing Team          |
| 2     | Andre Greipel      | Michał Kwiatkowski    | Alexander Kristoff      | Jonathan Hivert              | Michał Kwiatkowski       | BMC Racing Team          |
| 3     | Michael Matthews   | Michael Matthews      | Michael Matthews        | Philippe Gilbert             | Michael Matthews         | BMC Racing Team          |
| 4     | Richie Porte       | Michał Kwiatkowski    | Michael Matthews        | Thomas De Gendt              | Michał Kwiatkowski       | Astana Qazaqstan Team    |
| 5     | Davide Cimolai     | Michał Kwiatkowski    | Michael Matthews        | Thomas De Gendt              | Michał Kwiatkowski       | Astana Qazaqstan Team    |
| 6     | Tony Gallopin      | Tony Gallopin         | Michael Matthews        | Thomas De Gendt              | Michał Kwiatkowski       | Team Sky                 |
| 7     | Richie Porte       | Richie Porte          | Michael Matthews        | Thomas De Gendt              | Michał Kwiatkowski       | Team Sky                 |
| Final | Final              | Richie Porte          | Michael Matthews        | Thomas De Gendt              | Michał Kwiatkowski       | Team Sky                 |

Notes
- En les etapes 1 i 2 Rohan Dennis, segon en la classificació per punts, porta el mallot verd perquè Michał Kwiatkowski (primer classificat) porta el mallot groc de líder de la classificació general. Pel mateix motiu Michael Matthews porta el mallot blanc en les mateixes etapes. Dennis porta el mallot blanc en la 3a etapa perquè Kwiatkowski conserva el mallot de líder.
- En la 4a etapa Alexander Kristoff, segon en la classificació per punts, porta el mallot verd perquè Michael Matthews (primer classificat) porta el mallot groc de líder de la classificació general. Pel mateix motiu, Michał Kwiatkowski porta el mallot blanc.
- En la 5a etapa Fabio Aru, segon en la classificació dels joves, porta el mallot blanc perquè Michał Kwiatkowski (primer classificat) porta el mallot groc de líder de la classificació general.